# Austrophorocera ophirica
Austrophorocera ophirica là một loài ruồi trong họ Tachinidae.